# Terorizam
Terorizam je smišljena uporaba nezakonitog nasilja ili prijetnje nezakonitim nasiljem radi usađivanja straha, s namjerom prisiljavanja ili zastrašivanja vlasti ili društva kako bi se postigli ciljevi koji su općenito politički, vjerski ili ideološki.
Izraz teror je prvi put upotrijebljen tijekom francuske građanske revolucije, kako bi se ukazalo na opće stanje straha koje je namjerno stvoreno u političke svrhe.
Terorizam se treba promatrati kao izraz političke strategije, te u skladu s time definira kao tajno djelovanje pojedinaca, nelegalnih organizacija kroz nezakonitu uporabu sile ili nasilja protiv osoba ili imovine kako bi se izvršio pritisak na vladu, civilnu populaciju ili neki njihov segment, u cilju postizanja političkih ili društvenih ciljeva.
Terorističkima akcijama pojedinih organizacija se nastoji skrenuti pozornost na probleme tih skupina i frakcija, a najpogodniji način za postizanje tih ciljeva jesu ubojstva predstavnika države i nedužnih građana i napadi na društvena dobra. Kada se u nekoj državi uprava služi takvim aktima riječ je o strahovladi. 
Među ciljevima terorizma najčešće možemo sresti one političke ili nepolitičke prirode, a među političkim ciljevima najčešći su stjecanje vlasti, održavanje vlasti i utjecaj na vlast. 
I tu terorizam služi samo kao sredstvo za postizanje ciljeva, a primjena terorizma pri održavanju vlasti jest rjeđa, ali također prisutna pojava, pogotovo u državama južne Amerike. 
Također nalazimo i mnogo primjera provođenja terorističkih aktivnosti kojima je cilj utjecati na vladajuće strukture svoje ili druge zemlje, bilo posredno ili neposredno. Terorističkim činom ne želi se nužno steći ili promijeniti vlast, već se želi i prisiliti na određene postupke i odluke koje nisu u skladu sa zakonom. Kao primjer može poslužiti napad na željezničku stanicu u Madridu, 11.ožujka 2004. Taj napad je natjerao španjolsku vladu da povuče svoje vojnike iz Iraka.
U nepolitičke ciljeve možemo ubrojiti vjerske, ubijanja šijita i sunita u Iraku, nacionalne, pokušaj stvaranja SAO Krajine u Hrvatskoj, i druge.
Politički pokreti kojima nedostaje snage u svrgavanju vlasti, ili im je uskraćeno pravo mirnog protestiranja mogu u svoje djelovanje uključiti terorističke strategije. 
Dok revolucionarni koriste političke atentate kao signal za veću pobunu, teroristički atentati mogu biti neovisni o bilo kakvom strateškom revolucionarnom planu.
Otpor može uzeti oblik kampanje zastrašivanja podržavatelja režima oblik sabotaža, otmica, uništavanja objekata i sl. 
Sistematska i prolongirana kampanja s ciljem pobjede vanjskog neprijatelja (ili onoga tko podržava istog) se naziva partizansko ili gerilsko ratno djelovanje.

## Ustroj terorističke organizacije
Na vrhu piramide je vođa/vodstvo koji propisuju program, donose odluke, određuju ciljeve te općenito usmjeravaju aktivnosti svojih članova. 
Sljedi veći broj provoditelja napada koji su najčešće sposobni uvježbavati nove članove terorističke skupine. 
Aktivni pomagači su brojnija skupina onih koji sami sebe uglavnom i ne drže članovima skupine. Oni obično materijalno pomažu članove skupine na zadaći, a ponekad sudjeluju i u samim napadima ali u sporednoj ulozi (odvraćanje pozornosti isl.). 
Pasivni pomagači su na dnu hijerarhije, te su najbrojniji, a predstavljaju pojedince koji znaju za terorističke aktivnosti, nazočnost terorista, ali odlučuju njihove aktivnosti ignorirati.
Neke od metoda djelovanja terorističkih skupina su terorističke ćelije. Osnovno načelo djelovanja je relativno jednostavno. Dijeleći veliku organizaciju u mnogo multipersonalnih grupa te dijeleći informacije unutar svake ćelije, po potrebi veća organizacija ima šanse za preživljavanjem u slučaju da je bilo koji od njenih dijelova kompromitiran. Sastoji se od planirajućih ili podržavajućih ćelija, spavača ili "podmorničke" ćelije, te egzekucijskih ćelija. 
Pojedinci razočarani u društveni sustav i nemoćni da promjene poredak i odnose u društvu, odlučuju se napasti ljude na ključnim pozicijama i vlasti koje drže odgovornim za nastalo stanje ili terorističkim napadom nastoje privući pozornost na određeni problem, te takve akcije možemo definirati kao individualni terorizam. Također tu je i samoubilački terorizam koji može biti sastavni način djelovanja bilo kakve organizacijske strukture, a sam psihološki učinak koji eksplozija izaziva jest jako velik.

## Suvremeno doba i terorizam
Faza suvremenog terorizma započinje tijekom hladnog rata, odnosno antikolonijalne revolucije. Među pojedincima se počela razvijati nacionalna svijest, a upravo oni putem organizacija, grupa i pokreta započinju borbu protiv tadašnjih državnih režima.
Suvremeni terorizam širok je pojam uz kojeg usko vežemo sljedeće faktore:
1. Velika količina dostupnih informacija (internet kao medij putem kojeg se vrši propaganda, regrutacija i komunikacija između terorista međusobno i terorista i vanjskog svijeta)
2. Masovnost medija
3. Brzi tehnološki napredak
4. Povećana proizvodnja oružja

Suvremeni terorizam također je karakteriziran individualističkim napadima koji su usmjereni protiv točno određene nacije, a ponekad i šire. Suvremeno doba terorizma nosi i korištenje modernog naoružanja i nekonvencionalnih sredstava vršenja terorističkog akta poput dronova, automobila, kamiona i sl.

## Vrste terorizma
Postoje tri glavne vrste terorizma:
- Individualni terorizam: pobunjenici, anarhisti i nihilisti
- Organizirani terorizam kojeg zagovaraju skupine koje zastupaju različite ideologije kao primjerice  ekstremna ljevica ili ekstremna desnica i dr.
- Državni terorizam

## Terorizam u hrvatskom kaznenom pravu
Kazneno djelo terorizma regulira članak 97. kaznenog zakona Republike Hrvatske. 
Sama pravna definicija terorizma nikad nije doživjela konsenzus, stoga su za definiranje istog važni brojni dokumenti doneseni na nacionalnoj i regionalnoj razini. Za Hrvatsku važni su sljedeći dokumenti koji definiraju i reguliraju pojam terorizma: Europska konvencija o suzbijanju terorizma (1977.), Protokol izmjene i dopune Europske konvencije o suzbijanju terorizma 1977. (2003.), Konvencija Vijeća Europe o sprječavanju terorizma (2005.), Okvirna odluka 2002/475/PUP o borbo protiv terorizma (2002.) i Okvirna odluka o izmjenama i dopunama Okvirne odluke o borbi protiv terorizma 2002. (2008.).
Članci kaznenog prava koji su povezani s člankom 97. koji regulira i definira terorizam jesu: čl 98. KZ - Financiranje terorizma, čl 99. KZ - Javno poticanje na terorizam, čl 100. KZ - Novačenje za terorizam, čl 101. KZ - Obuka za terorizam.